# Isla (Deveron)
Der Isla, schottisch-gälisch: Uisge Ìle, ist ein Fluss in Schottland. Er entsteht durch den Zusammenfluss mehrerer Quellbäche in den dünnbesiedelten Hochlanden von Moray an den Hängen des Carran Hill.

## Beschreibung
Die ersten drei Kilometer des Flusslaufes verfolgen eine südliche Richtung, bevor er in das nach ihm benannte Tal Strathisla einfließt, welchem der Isla in nordöstlicher Richtung folgt. Nach rund 15 km erreicht der Isla mit der Stadt Keith die einzige nennenswerte Siedlung an seinem Lauf. Er trennt hierbei das historische Keith von der Plansiedlung Fife-Keith ab, die in den 1810er Jahren angelegt wurde. Mit der A95 und der A96 queren ihn dort zwei bedeutende Fernstraßen. Jenseits von Keith dreht der Isla nach Osten und schließlich Südosten ab. Ab dort markiert er bis zu seiner Mündung in den Deveron westlich von Rothiemay die Grenze zwischen Moray und Aberdeenshire, beziehungsweise den historischen Grafschaften Banffshire und Aberdeenshire. Auf einer Länge von 29 km legt der Isla einen Höhenunterschied von rund 300 m zurück. Zwar nimmt er auf seinem Lauf zahlreiche Bäche auf, besitzt jedoch keine nennenswerten Zuflüsse.